# أليس أرجواني
الأليس الأرجواني نوع نباتي حولي يتبع جنس الأليس من الفصيلة الصليبية.

## البيئة والانتشار
موطنه إسبانيا.